# Dirck Coornhert

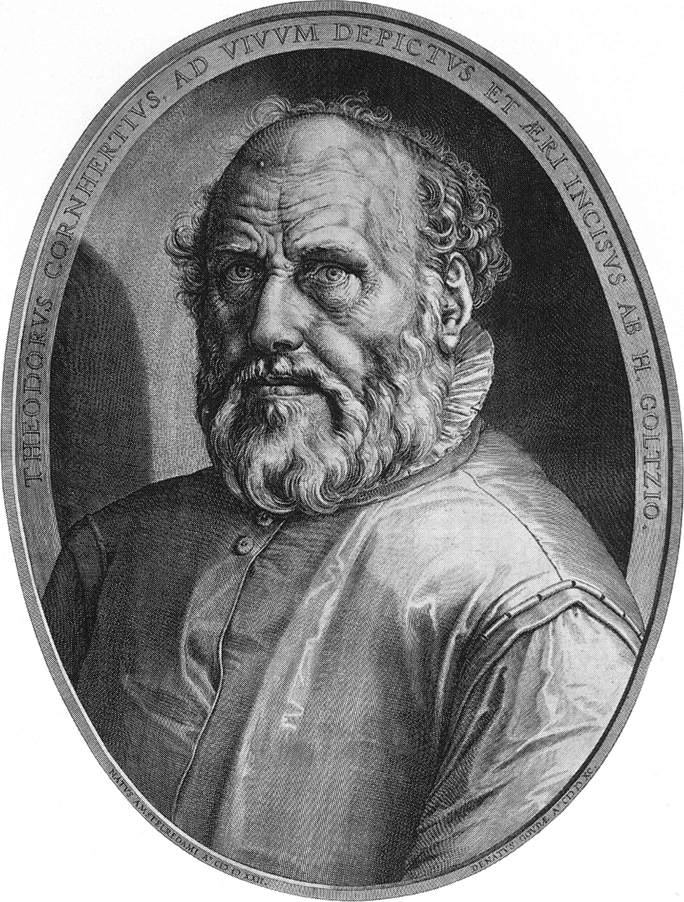
Retrato póstumo, por Goltzius, ca. 1591-1592.

Dirck Volckertszoon Coornhert, también llamado Theodor Coornhert (1 de junio de 1522 – 29 de octubre de 1590), fue un político, intelectual y grabador holandés.
Cornaristas es la denominación que se da a los seguidores del movimiento religioso de los Países Bajos que se considera iniciado por él.

Son los discípulos de Teodoro Corhnert [sic], secretario de los Estados de Holanda que no aprobaba ninguna religión y las combatía a todas.

Escribía y disputaba al mismo tiempo contra los católicos, los luteranos y los calvinistas y afirmaba que todas las comuniones necesitaban reforma; pero añadía que sin una misión apoyada con milagros no tenía nadie derecho de hacerla, porque los milagros son el único signo que está al alcance de todos para probar que un hombre anuncia la verdad. Es cierto que él no hizo ninguno para demostrar la verdad de su pretensión. Su parecer era que mientras aparecía el hombre de los milagros, se reuniesen interinamente contentándose con leer a los pueblos la palabra de Dios sin comentario y que cada uno la entendiese como quisiera. Creía que podía uno ser buen cristiano sin ser miembro de ninguna iglesia visible. 

Los calvinistas eran a los que quería peor. De no haber sido protegido por el príncipe de Orange es probable que sus adversarios no se hubieran contentado con decirle injurias. Sin embargo no discurría muy mal según los principios generales de la reforma protestante.

## Obras
- Defensio processus de non occidendis haereticis, contra tria capita libri 4. Politicorum I. Lipsii: ejusque libri adversus dialogistam confutatio. Ex officinâ Petri Simonis Kies, 1591[2]
- Emblemata moralia: et oeconomica, de rervm vsv et abvsv, olim inventa et Belgicis rithmis explicata à Theodoro Cornhertio rerum politicarum auo tempore, inter Belgas peritissimo; nunc verò varijs carminum generibus recens illustrata à Richardo Lubbaeo Broeckmerio Frisio ... apud Ioannem Iansonium bibliopolam ibidem, sumptibus Theodori Petri bibliopolae Amstelrodamiersis, 1609[3]

Traducciones y ediciones modernas
- Synod on the Freedom of Conscience: A Thorough Examination During the Gathering Held in the Year 1582 in the City of Freetown, Gerrit Voogt, Ámsterdam University Press, 2008
- Politieke geschriften: opstand en religievrede, J. Grupelaar, Ámsterdam University Press, 2009
- Coornhert in het klein: Korte teksten over deugd, onwetendheid en volmaakbaarheid, Hertaald En Ingeleid Door, Ruben Buys, Ámsterdam University Press, 2011